# José Máximo Pinto da Fonseca Rangel

Frontispício do opúsculo Pernicioso poder dos perfidos validos e Conselheiros dos Reis, destruido pela Constituição, de 1821.

José Máximo Pinto da Fonseca Rangel (Santa Marinha do Zêzere (Baião), 1772 — Lisboa, 24 de março de 1832) foi um oficial do Exército Português que, entre outras funções de relevo, foi deputado às Cortes Gerais e Extraordinárias da Nação Portuguesa e Ministro da Guerra do 3.º governo do Vintismo. Foi iniciado na maçonaria e nomeado cavaleiro da Ordem de Cristo. Foi Secretário do Conselho Conservador de Lisboa, organização secreta (paramaçónica) constituída para travar a escalada do poder francês e lutar pela paz geral. Envolveu-se na Setembrizada de 1810, na conspiração de Gomes Freire de Andrade em 1817 e na Revolução Liberal do Porto.

## Biografia
É mencionado no Registo Geral de Mercês de D. Maria I, em 18 de Setembro de 1799.
Em 1802, apresenta um requerimento solicitando a administração da capela instituída por Salvador Jorge na Vila de Povos, comarca de Torres Vedras. Neste mesmo ano, procede-se à diligência de habilitação para a Ordem de Cristo. Em 1816 solicita a mercê do foro de fidalgo, uma comenda e uma indemnização por se lhe ter retirado a tesouraria-mor da bula de Minas Gerais.
Fonseca Rangel era primo de José Ribeiro Pinto, um dos principais mentores da trama conspirativa 1817.
Em A Conspiração de 1817, Raul Brandão diz-nos: «Escreve — de longe — aos governadores, em 4 de junho de 1817, dizendo que é «victima duma calunia e está «desligado athé da Sociedade Maçónica» só por lhe constar que nao é do real agrado. Vaga em mísero estado por montes e vales, noite e dia, convalescente duma tisica, inocente e moribundo. Noutra carta (cinco dias depois) diz que para ser ouvido não é preciso ser preso». Consegue fugir para Espanha. Raul Brandão dá-nos nota que «Parece que foi um padre que preveniu o major Pinto de que ia ser preso, por o saber por via do Juiz Ordinario de Mezão Frio. Sabe-se que Pinto passou á esquerda do Douro nas immediacçoes da sua casa. Tem espias e pessoas de confidencia encarregadas de o prenderem logo que appareça. Sabe que antes de ser procurado já vivia com muita cautela «e que foi muito repentinamente avisado dos acontecimentos d'essa Córte». Em officio de 24 do mesmo mez já está persuadido que è impossível prendel-o, apezar de saber que existe nas margens do Douro, a não ser talvez por meio de espias (pois os muitos Parentes e o Local do sitio taz quasi impossível o sello por outro modo)».
Em requerimento apresentado à Comissão de Petições das Cortes Constituintes de 1821-1822, o então governador do Castelo de S. João da Foz do Douro, «refere o seu percurso no Exército, e as injustiças que sofreu ao longo do mesmo. Menciona ter servido como major efectivo do Regimento de Infantaria n.º 4, altura em que foi preso, por 5 anos, "sofrendo as maiores torturas físicas e morais", e "declarado inocente e posto em liberdade [...] sem que até ao presente soubesse a natureza do crime, nem o motivo da absolvição." Relata uma série de episódios posteriores, em que foram negadas indemnizações àquele "que foi indevida e violentamente impedido de servir, e obrigado a apreender a glória, as honras, os bens e a saúde." Pede às Cortes que "tenham em atenção o exposto", e mandem "o que for de justiça [...] em benefício" do requerente».

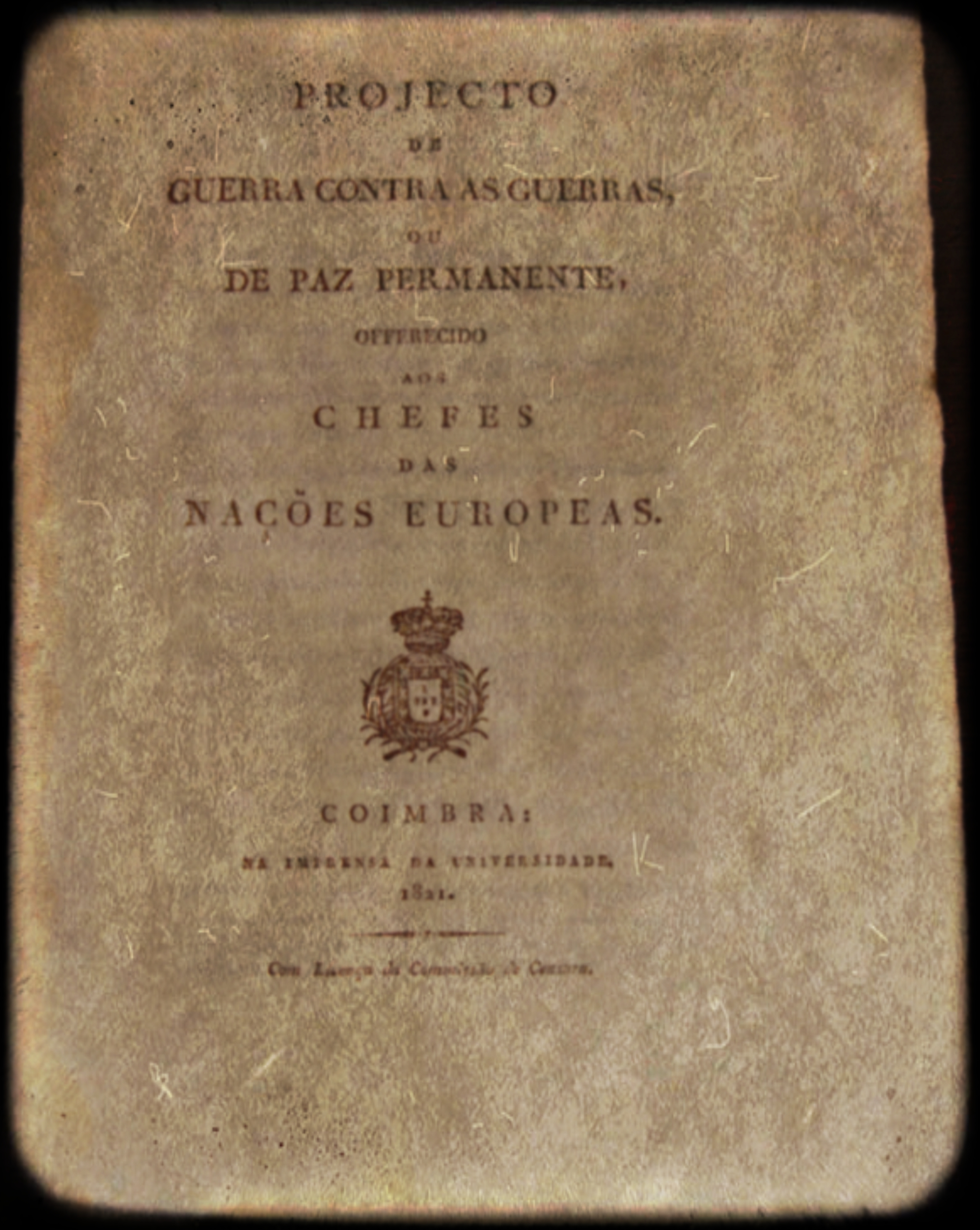
Frontispício do opúsculo "Projecto de Guerra Contra as Guerras, ou da Paz Permanente Offerecido aos Chefes das Nações Europeia", 1821.

A 9 de Março 1821, apresenta um projeto constitucional às Cortes (Projecto de Constituição sobre as Bases da Hespanhola), sendo este remetido para a Comissão das Bases da Constituição.
As Cortes nomeiam, de 30 de Maio a 2 de Junho de 1823, o Major José Máximo Pinto da Fonseca Rangel para a pasta da Guerra. Durante a Vilafrancada, D. João VI decidiu tomar a direcção da revolta. O rei parte para Vila Franca, obrigando o infante rebelde a submeter-se-lhe. O professor Adelino Maltez diz-nos que «Tem então a acompanhá-lo José Xavier Mouzinho da Silveira (1780-1849), ministro da fazenda, e José Máximo Rangel, ministro da guerra. Aqui emite uma primeira proclamação, escrita por José António Guerreiro (1789-1834), criticando D. Miguel e proclamando que o rei estava perfeitamente livre. O infante dizia então que o pai estava algemado pelas prepotências dos vintistas. Não tarda que largue a Bemposta e se dirija para o refúgio saloio do palácio de Queluz. Aqui vários soldados e uma centena de populares arrancam do monarca o laço constitucional e dão vivas ao rei absoluto».
Em 1826 é eleito, pelo Minho, para a Câmara dos Deputados.
Em 8 de Dezembro de 1828, a partir de Londres, o Visconde de Asseca corresponde-se com o Visconde de Santarém informando-o que «soube-se, por um individuo residente aqui em Londres, que de Lisboa se tinha remettido ultimamente um plano do Marquez de Palmella para se fazer alli uma revolução, sendo duas das condições, a promptificação de quatrocentos contos de réis e a remessa dos dous officiaes Chalbaque e Joaquim António, que se acham em Plymouth, devendo ir depois desembarcar a divisão ao Vimieiro. Não foi possível profundar mais este negocio, a fim de não pôr em guarda a pessoa que o coutou, a qual estando para ir para Paris, suspendeu, em consequência, a sua partida; entretanto, por algumas outras palavras soltas, parece que o Fonseca Rangel , que está escondido em Lisboa, entra neste negocio, o qual se não perde de vista, ainda que pôde ser uma das muitas invenções, que aqui se forjam para pôr em susto o Governo de Portugal».
A 5 de Abril de 1828 é exonerado, por decreto, do governo do Castelo de São João da Foz do Douro.

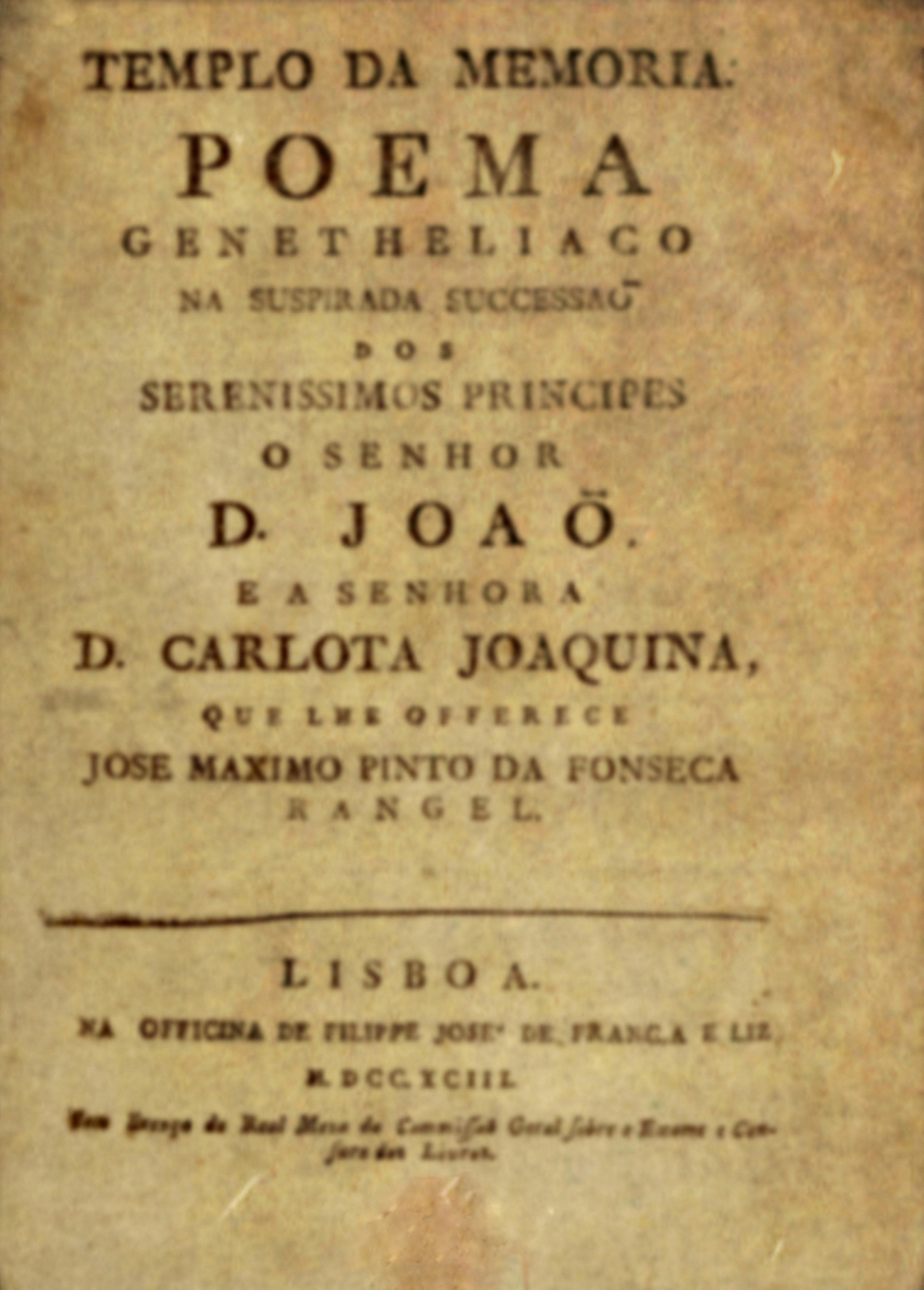
Frontispício do poema "Templo da Memoria", 1793.

Sampaio Bruno descreve-o como «um homem de espirito moderno, avançado nas ideias e firme na fidelidade. Foi natural da, província de Traz-os-Montes e primo de José Ribeiro Pinto, alferes de infanteria n.° 16, justiçado em 1817 como um dos principaes cabeças da conspiração chamada vulgarmente de Gomes Freire, á qual José Máximo estava bem longe de ser extranho, posto que por esse motivo se não procedesse regularmente contra elle. Morreu em Lisboa, contando então 70 annos de edade ou pouco menos e andando homisiado, fugido ás perseguições do bestial governo de D. Miguel».
No volume 1 da Correspondência do 2.º Visconde de Santarem, José Máximo Pinto da Fonseca Rangel é mencionado como «Official d'artilharia. Cooperou contra os francezes, sendo um dos organisadores do Conselho Conservador. Escapou de ser perseguido por entrar na conjura de Gomes Freire, visto terem confundido com elle seu primo José Ribeiro Pinto que foi justiçado. Conspirou para a revolução de 1820. Era maçon, escrevia a miúdo folhetos. Foi ministro 3 dias quando da Villafrancada. Fugiu quando D. Miguel deu o golpe  de Estado mas um dia, contando já perto de 70 annos, appareceu mysteriosamente morto dentro dum caixão á porta de uma egreja de Lisboa».
«Considerado “temível conspirador” pelos absolutistas e inimigo dos jacobinos pelos liberais», a historiadora Ana Cristina Araújo diz-nos também que Fonseca Rangel «foi-se revelando um liberal moderado, partidário da soberania partilhada entre o rei e a nação. Nessa qualidade participou na conspiração de Gomes Freire de Andrade em 1817 e na revolução de 1820». A mesma autora afirma «Antes de ser preso, em 1810, acusado de traição e de envolvimento em atividades conspirativas, Máximo Pinto da Fonseca Rangel publicou um opúsculo de refutação ao Desengano Proveitoso, intitulado Analyse Severa e Refutação Cabal (1809) repudiando a universalidade da razão revolucionária assente na destruição da propriedade em nome da igualdade, na desordem social em nome dos direitos individuais e no triunfo do ideal republicano em nome da justiça. Alinhando pela defesa do pensamento liberal conservador, recupera a ideia de que as instituições sem passado e as aspirações coletivas sustentadas à margem de qualquer tradição não só eram historicamente inviáveis como ilegítimas, tendo neste aspeto especialmente em conta o direito de conquista praticado pelos invasores franceses».
Participa na Campanha do Rossilhão.
Alguns postos ocupados na hierarquia militar:
1802 - Capitão agregado ao regimento de infantaria de Freire. Dispensado de provanças. 
1810 - Sargento-mor de Infantaria.
1817 - Alferes de Infantaria n.º 16.
1821 - Major efetivo do Regimento de Infantaria n.º 4.
1830 - Major reformado.

## Obras publicadas

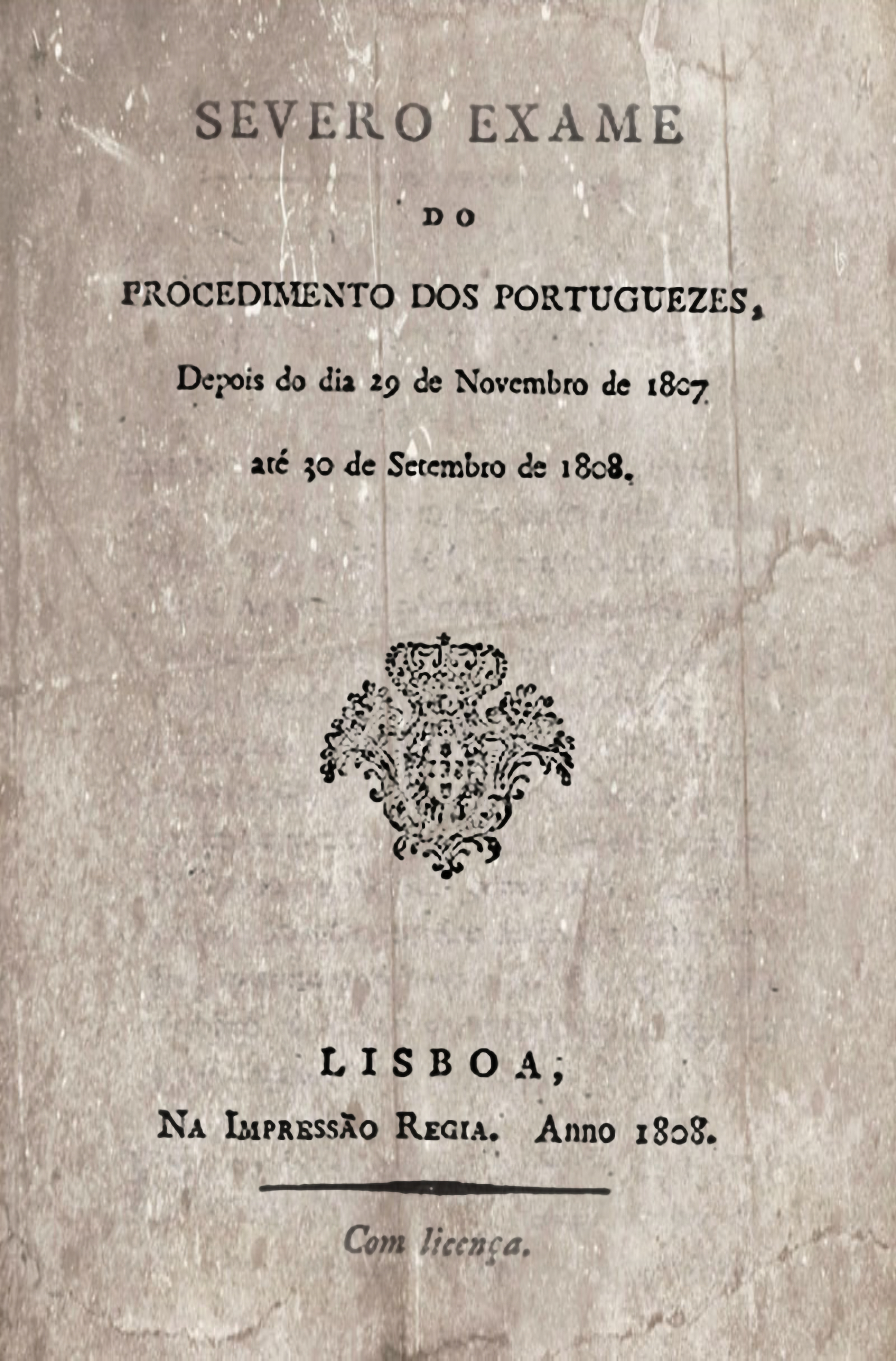
Frontispício do opúsculo "Severo exame do procedimento dos portuguezes", 1808.

No site POLITIPÉDIA – Repertório Português de Ciência Política, da autoria científica do Prof. Doutor José Adelino Maltez, na entrada referente a José Máximo Fonseca Rangel, um interessante resumo do opúsculo Guerra contra todas as guerras. Assim, no Projecto de Guerra Contra as Guerras, ou da Paz Permanente Offerecido aos Chefes das Nações Europeias, Fonseca Rangel propõe «que as principais potências europeias, reunidas em Congresso, celebrem um Pacto Imperial, onde renunciem à guerra, comprometendo-se na resolução pacífica dos conflitos. Neste sentido, prevê a instituição de um Conselho Supremo ou Supremo Tribunal de Justiça, onde cada potência confederada, seria representada por dois deputados. As potências confederadas poderiam fazer a guerra defensiva ou ofensiva contra potências estranhas. Previa-se também a existência de uma força militar permanente».
Sobre este opúsculo diz-nos Sampaio Bruno: «Na Haya o delegado portuguez poderia apresentar então um trabalho completo para a formação do que o seu auctor chamava um «Pacto Imperial» entre as potencias confederadas. São os artigos, estabelecendo a maneira da constituição do «Conselho Supremo de Justiça», que haveria de a distribuir entre as nações em conflicto. Chega-se á minuciosa perfeição de estabelecer até o «Regulamento» interior d'esse Conselho Supremo de Justiça. Isto tudo tem esta data: «Portugal, 20 de janeiro de 1821». E intitula-se Projecto da guerra contra as guerras, ou de paz permanente, oferecido aos chefes das nações europeias. Os chefes das nações europeias não prezaram, ao tempo, muito, a candura da oferta. Em 1899, que seria lance de renovar o mimo do brinde. Com certeza que a conferencia da Haya a não haveria de chegar a melhor redacção, sem embargo da ingenuidade do redactor. Se lhe adoptassem o projecto, cuidava que maravilhosos horisontes se desdobrariam deante da humanidade. Exclama: Na emphatica puerilidade d'este estylo, que era aliás o da epocha por toda a parle, o facto é que a obra é séria. Seu auctor só a rubricou com as iniciaes seguintes: «M. — J. M. P. F. R.», que significam Major José Máximo Pinto Fonseca Rangel».
Assinou anonimamente algumas obras com as iniciais M.-J.M.P.F.R. (M.J.P.F.R.) que significa Major José Máximo Pinto da Fonseca Rangel.
- Templo da Memoria : poema genetheliaco na suspirada successão dos Serenissimos Principes o Senhor D. Joaõ, e a Senhora D. Carlota Joaquina. - Lisboa : na Officina de Filippe José de França e Liz, 1793. - 14 p. ; 4º (21 cm).
- Severo exame do procedimento dos portuguezes, depois do dia 29 de Novembro de 1807 até 30 de Setembro de 1808. Lisboa : Na Impressão Regia, 1808.
- Catalogo por copia, extrahido do original das sessões e actas feitas pela sociedade de portuguezes, dirigida por um conselho intitulado Conselho Conservador de Lisboa e installada nesta mesma cidade em 5 de Fevereiro de 1808, para tratar da restauração da patria. Lisboa : Na Imp. Regia, 1808.
- Causa dos frades, e dos pedreiros livres no Tribunal da Prudencia. Porto : Na Imprensa do Gandra, 1821.
- Pernicioso poder dos perfidos validos e conselheiros dos reis destruido pela Constituição. Coimbra : Na Imprensa da Universidade, 1821.
- Projecto de guerra contra as guerras, ou de paz permanente, offerecido aos chefes das nações europeas. Coimbra : Na Imprensa da Universidade, 1821.